# Patty Arceo
Patty Arceo, właśc. Anna Patricia Arceo (ur. 1968) – belizeńska polityk i przedsiębiorca, członek Zjednoczonej Partii Ludowej, w latach 1998–2003 poseł z okręgu Belize Rural South.

## Życiorys
Urodziła się w 1968.
Działała w ruchach kobiecych i młodzieżowych, m.in.: The Belize Woman’s Group, Women’s Political Caucus, Belize Youth Movement, Chairlady of the Ambergris Marketing Committee.
Związała się z chadecką Zjednoczoną Partią Ludową i z jej ramienia kandydowała kilkukrotnie do parlamentu, zawsze z okręgu Belize Rural South obejmującego belizeńskie wyspy: Ambergris Caye (z miastem San Pedro), Caye Caulker (z miastem o tej samej nazwie), St. George’s Caye oraz Goff’s Caye.
W latach 1991–1994 była zastępcą burmistrza San Pedro.
Kandydując w wyborach w 1998 w rubryce zawód podane miała przedsiębiorca.
W 1998 roku została członkiem Izby Reprezentantów pokonawszy w wyborach przedstawiciela UDP Jose Manuela Heredię Juniora, zdobywając 1378 głosów (stosunek głosów: 57,01% do 42,49%). W czasie całej kadencji 1998–2003 pełniła funkcję ministra stanu w ministerstwie środowiska i zasobów naturalnych
W kolejnych wyborach w 2003 roku ponownie spotkała się ta para polityków, tym razem górą był Heredia, który zdobył 51,42% głosów, na Arceo głosowało 47,48% czyli 1430 wyborców.
Po przegranych wyborach Arceo na jakiś czas porzuciła politykę i w wyborach w 2008 nie startowała, zaś posłem z Belize Rural South został ponownie Heredia Jr.
Powróciła do polityki w 2011 kiedy została wybrana jako przedstawicielka Belize Rural South we władzach PUP.
W wyborach w 2012 po raz trzeci zmierzyła się z Heredią i po raz drugi przegrała. Heredia Jr. zwyciężył stosunkiem głosów: 49,71% do 40,63%. Arceo zdobyła głosy 2026 wyborców.